# Wrestling Dontaku (2016)
Wrestling Dontaku 2016  fue la decimotercera edición de Wrestling Dontaku, un evento pago por visión de lucha libre profesional producido por New Japan Pro-Wrestling. Tuvo lugar el 3 de mayo de 2016 desde el Fukuoka Kokusai Center en Fukuoka, Japón.
Esta fue la octava edición consecutiva del evento en ser realizada en el Fukuoka Kokusai Center, y la decimotercera en realizarse en la ciudad de Fukuoka, Japón.

## Argumento
La NJPW anuncio las primeras luchas para Wrestling Dontaku 2016 el 11 de abril de 2016, un día después de Invasion Attack. El evento sería encabezado por el Campeonato Peso Pesado de la IWGP, donde Tetsuya Naito estaría haciendo su primera defensa del título contra Tomohiro Ishii en lo que marcaría su primer defensa contra Ishii en el título. El partido se produjo como resultado de los acontecimientos que tuvieron lugar en Invasion Attack 2016, donde Ishii se enfrentó a Naito después de que Naito derrotara a Kazuchika Okada coronándose como Campeón Peso Pesado de la IWGP. Naito e Ishii se habían enfrentado anteriormente a principios de 2014, cuando Ishii derrotó a Naito por el Campeonato de Peso Abierto NEVER. Más recientemente, los dos se habían enfrentado en la segunda ronda de la New Japan Cup 2016 , donde Naito salió victorioso de camino a ganar todo el torneo. Ishii entraría al combate como el Campeón Mundial Televisivo de ROH, sin embargo, su título no estaría en juego. Si él ganara el título, Ishii, parado en 1.70 m (5 pies 7 pulgadas), se habría convertido en el Campeón Peso Pesado de la IWGP más bajo de la historia.
El evento también tenía dos combates más entre los miembros del stable CHAOS y Los Ingobernables de Japón. En Invasion Attack, la exluchador de All Japan Pro Wrestling (AJPW), Wrestle-1 y Total Nonstop Action Wrestling (TNA), Seiya Sanada hizo su debut sorpresa para NJPW, atacando a Kazuchika Okada durante el evento principal y le costó el Campeón Peso Pesado de la IWGP en su combate contra Naito, estableciendo una lucha entre Okada y el hombre ahora simplemente conocido como "Sanada" para Wrestling Dontaku 2016. Sanada, quien alguna vez fue visto como un futuro prospecto "ace", pero cuyo estado había disminuido desde que se convirtió en freelancer, declaró que iba a usar a Okada como un trampolín en su lucha en Wrestling Dontaku 2016.

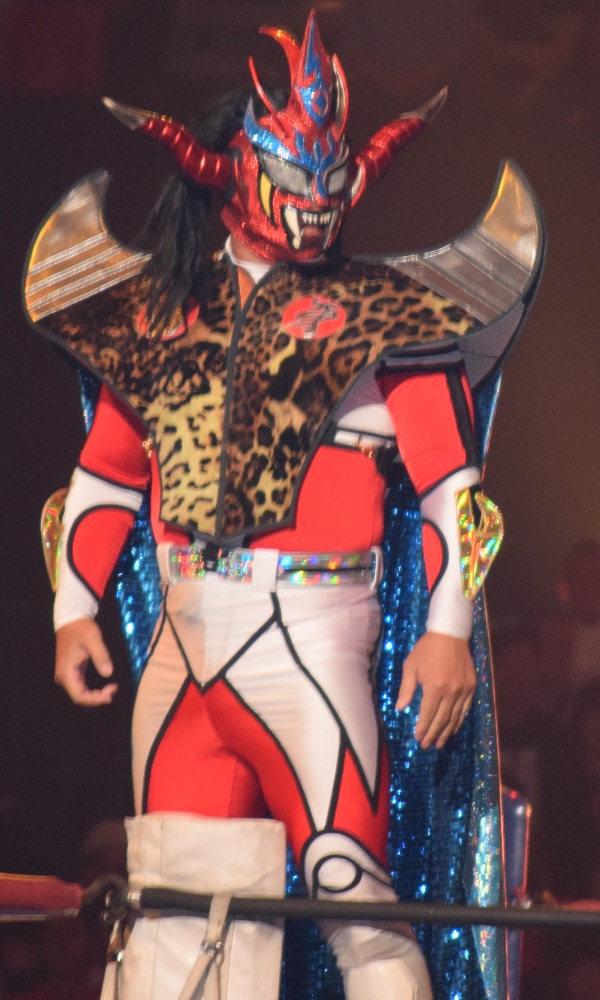
Jushin Thunder Liger, quien intento ganar el Campeonato Peso Pesado Junior de la IWGP por duodécima vez en Wrestling Dontaku 2016.

NJPW también anunció otros dos luchas más por el título de Wrestling Dontaku 2016 el 11 de abril. En el primero, Kushida defendería el Campeonato Peso Pesado Junior de la IWGP contra el residente local de Fukuoka, Jushin Thunder Liger en lo que marcó su primera defensa del luchador veterano en el título desde abril de 2010. Liger ha sido Campeón Peso Pesado Junior de la IWGP en 11 ocasiones, pero no había ostentado el título desde julio de 2000. Kushida y Liger habían acordado el combate por el título el día anterior en Invasion Attack. 
El 19 de abril, el día posterior a la cancelación del Wrestling Hinokuni 2016 debido al Terremoto de Kumamoto de 2016, dos luchas anunciados previamente para el espectáculo se cambiaron a Wrestling Dontaku 2016. El primero fue una revancha de Invasion Attack, donde los Campeonato en Parejas Peso Pesado Junior de la IWGP Roppongi Vice (Beretta y Rocky Romero), defienden el título contra los excampeones, Matt Sydal y Ricochet. El segundo continuó una rivalidad, donde Katsuyori Shibata defendió el Campeonato de Peso Abierto NEVER contra los veteranos de NJPW, conocido como la "tercera generación". Después de haber defendido el título contra Satoshi Kojima, en Invasion Attack, Shibata defendió con éxito el título contra Hiroyoshi Tenzan y luego pateó a Yuji Nagata para establecerlo como su próximo retador. Los dos se habían enfrentado anteriormente en agosto de 2014 durante el torneo G1 Climax 2014, donde Nagata derrotó a Shibata. Shibata juró que el combate en Wrestling Dontaku 2016 sería el final de su rivalidad con la tercera generación.

## Resultados
- Bullet Club (Bad Luck Fale y Yujiro Takahashi) derrotaron a Captain New Japan y Juice Robinson. (2:26) 
  - Fale cubrió a Captain después de un «Grenade».
- CHAOS (Gedo, Kazushi Sakuraba, Will Ospreay y Yoshi-Hashi) derrotaron a David Finlay, Jay White, Ryusuke Taguchi y Tiger Mask. (7:23)
  - Ospreay cubrió a Finlay después de un «Osu Cutter».
- Ricochet y Matt Sydal derrotaron a Roppongi Vice (Rocky Romero y Beretta) y ganaron el Campeonato en Parejas Peso Pesado Junior de la IWGP. (16:26)
  - Sydal cubrió a Beretta después de un «Shooting Star Press».
- The Elite (Kenny Omega, Matt Jackson y Nick Jackson) derrotaron a Hiroshi Tanahashi, Michael Elgin y Yoshitatsu y ganaron el Campeonato en Parejas de Peso Abierto 6-Man NEVER. (14:03)
  - Omega cubrió a Yoshitatsu después de un «Katayoku no Tenshi».
- Guerrillas of Destiny (Tama Tonga y Tanga Loa) derrotaron a G.B.H. (Togi Makabe y Tomoaki Honma) y retuvieron el Campeonato en Parejas de la IWGP. (12:12)
  - Tonga cubrió a Honma después de un «Guerrilla Warfare».
- Yuji Nagata derrotó a Katsuyori Shibata (c) y ganó el Campeonato de Peso Abierto NEVER (11:53)
  - Nagata cubrió a Shibata después de un «Backdrop Suplex Hold».
- KUSHIDA (c) derrotó a Jushin Thunder Liger y retuvo el Campeonato Peso Pesado Junior de la IWGP. (14:37)
  - KUSHIDA cubrió a Liger después de un «Hoverboard Lock».
  - Después de la lucha, KUSHIDA y Liger se dieron la mano en señal de respeto.
- Evil derrotó a Hirooki Goto. (9:53)
  - Evil cubrió a Goto después de un «EVIL».
- Kazuchika Okada derrotó a Sanada. (15:11)
  - Okada cubrió a Sanada después de un «Rainmaker».
- Tetsuya Naito (con Bushi & Evil) derrotó a Tomohiro Ishii (con Gedo y Kazuchika Okada) y retuvo el Campeonato Peso Pesado de la IWGP. (30:33)
  - Naito cubrió a Ishii después de un «Destino».
  - Después de la lucha, Naito atacó a un árbitro.